# Red (romanzo)
Red (Rubinrot) è un romanzo scritto da Kerstin Gier e pubblicato nel 2009. È il primo dei tre volumi della Trilogia delle gemme, una serie fantasy per giovani adulti.

## Trama
Gwendolyn Shepherd ha sedici anni e vive a Londra in un grande palazzo insieme alla sua numerosa famiglia, formata dalla madre Grace Montrose, dai fratellini Caroline e Nick, dalla nonna Lady Arisa, dalla prozia Maddy, dalla zia Glenda e dall'arrogante cugina Charlotte. Nella famiglia di Gwen si tramanda da secoli il gene che permette di viaggiare nel tempo e tutti stanno aspettando con ansia il primo salto nel tempo di Charlotte, che avviene una volta compiuto il sedicesimo anno d'età e si preannuncia con mancamenti e mal di testa. Anche Gwen non si sente bene e un giorno, uscendo di casa, si ritrova nel passato e si rende conto che i calcoli fatti molti secoli prima erano sbagliati e che è lei la portatrice del gene. La ragazza ne parla subito con la migliore amica Leslie Hay, che le consiglia di dirlo il prima possibile a Grace; quella sera, una visione della prozia Maddy, in cui un corvo nasce da un uovo di zaffiro, impedisce alla ragazza di confidarsi con la madre, e, durante la notte, fa un secondo viaggio incontrollato nel tempo, stavolta nel 1851. Un altro salto nel tempo il giorno dopo a scuola, durante il quale Gwen vede se stessa baciare un ragazzo misterioso, la spinge infine a raccontare tutto alla madre, che la porta alla loggia dei Guardiani, una specie di setta segreta che ha sede a Temple e si occupa di proteggere i dodici viaggiatori. Qui Gwen incontra un altro viaggiatore nel tempo, il diciottenne Gideon de Villiers, nel quale riconosce il ragazzo che si è vista baciare nel passato, e scopre di essere nata lo stesso giorno di Charlotte, ma che Grace ha pagato la levatrice per falsificare il certificato di nascita.
Inizialmente la maggior parte dei membri della loggia, tra cui il dottor White e il Gran Maestro Falk de Villiers, non crede che Gwen sia la dodicesima viaggiatrice, il rubino che possiede la misteriosa magia del corvo, ma un nuovo salto nel tempo della ragazza, durante il quale Gwen sottrae una chiave dall'archivio della loggia, conferma le parole di Grace. Gwen viene così iniziata ai segreti della loggia, fondata dal conte di Saint Germain, il quinto viaggiatore, che scoprì il cronografo e il modo in cui utilizzarlo per controllare i viaggi nel tempo. Nati a coppie (uno nella famiglia de Villiers e uno nella famiglia Montrose) in epoche diverse, la missione dei viaggiatori è completare il cronografo con il sangue di tutti e dodici. Poiché Gwen è l'ultima viaggiatrice, il suo sangue dovrebbe chiudere il cerchio magico il cui completamento rappresenta un mistero noto solo al conte; tuttavia, la coppia di viaggiatori che ha preceduto Gwendolyn e Gideon, Lucy Montrose e Paul de Villiers, sedici anni prima ha rubato il primo cronografo, completo del sangue di tutti i viaggiatori esistiti fino a quel momento, rifugiandosi nel passato per impedire la chiusura del cerchio. A Gideon e Gwendolyn viene dunque lasciato il compito di completare il secondo cronografo con il sangue dei quattro viaggiatori che Gideon non ha ancora trovato nel passato, tra i quali ci sono anche Lucy e Paul. Il fatto che Grace abbia mentito sulla data di nascita della figlia, che abbia nascosto Lucy e Paul per un breve periodo e che Lucy abbia rubato il cronografo porta la loggia, però, a non fidarsi pienamente di Gwen e a non rivelarle l'ubicazione del nuovo cronografo. Intanto, Gwen è del tutto ignara delle usanze dei Guardiani e di come comportarsi durante i viaggi nel passato poiché non è stata istruita, ed è per questo che Leslie decide di cercare informazioni sulle cose che le racconta Gwen stessa, raccogliendole in un grande quaderno ad anelli, che viene però sequestrato da Mr Whitman, l'insegnante di storia e letteratura, un altro membro della loggia.
Il primo viaggio controllato di Gwen avviene nel 1782 allo scopo di incontrare il conte di Saint Germain, noto per essere in grado di leggere nella mente. Senza farsi accorgere da nessuno, il conte minaccia Gwen strangolandola con la mente e la avverte di non infrangere le sue regole, iniziando a far dubitare la ragazza dei veri propositi dell'uomo. Durante il tragitto di ritorno verso Temple in attesa di tornare nel presente, Gideon e Gwendolyn vengono attaccati da alcuni uomini e, per salvare il compagno, la ragazza ne uccide uno trafiggendolo con una spada. Tornati nel presente, Gideon consola Gwen, sconvolta per l'accaduto, mostrandole un lato di sé diverso da quello presuntuoso e supponente ostentato fino a quel momento. Il giorno seguente, i due viaggiano nel 1912 per incontrare Margret Tilney, una viaggiatrice del tempo che Gideon ha provato più volte a persuadere a dargli una goccia del suo sangue, ma che si è sempre rifiutata, chiedendo, invece, di poter parlare con Gwendolyn, della cui esistenza è presumibilmente venuta a sapere da Lucy e Paul. Nonostante il pericolo che l'incontro con Margret sia una trappola ordita da Lucy e Paul per prelevare il sangue di Gwen e Gideon per completare il primo cronografo, fanno comunque visita alla donna e, poco dopo il loro arrivo, sopraggiungono Lucy e Paul. Questi ultimi raccontano a Gideon e Gwen che i piani del conte di Saint Germain non sono limpidi come sembrano e che non devono assolutamente permettere che il cronografo venga completato; quando Lucy apprende con sgomento che Gwen ha già incontrato il conte, le dice di non fargli scoprire la magia del corvo e che deve chiedere a nonno Lucas del cavaliere verde, ignara che l'uomo sia morto da alcuni anni. Al contrario di Gwen, Gideon non si fida affatto di Lucy e Paul e, minacciandoli con una pistola, riesce a scappare dalla casa con Gwen. In attesa di tornare nel presente, i due si rifugiano nel confessionale della vicina chiesa di Santa Trinità, dove iniziano un flirt che si conclude in un bacio appassionato.

## Personaggi
- Gwendolyn "Gwen" Shepherd: è la protagonista del libro, ha sedici anni e vive a Londra in un enorme palazzo antico. Spensierata e appassionata di film storici, che adora guardare con Leslie, scopre di poter viaggiare nel tempo. Ha la capacità di vedere i fantasmi e i doccioni, e spesso parla con loro.
- Grace Montrose: è la madre di Gwen e ha mentito sulla sua data di nascita per proteggerla dal suo destino. Diffida dei Guardiani e, in particolare, del Gran Maestro Falk de Villiers.
- Nick e Caroline Shepherd: sono i fratelli minori di Gwendolyn.
- Charlotte Montrose: è la cugina di Gwendolyn e si pensava fosse lei ad avere ereditato il gene dei viaggi nel tempo.
- Glenda Montrose: la madre di Charlotte.
- Lady Arisa Montrose: la nonna di Gwen e Charlotte, madre di Glenda, Grace e Harry, moglie del defunto Lord Lucas Montrose.
- Maddy Montrose: sorella del defunto Lord Lucas Montrose, ha strane visioni che non sa interpretare.
- Mr Bernhard: maggiordomo della famiglia Montrose con la capacità di comparire sempre dal nulla.
- Leslie Hay: migliore amica di Gwen.
- Gideon de Villiers: undicesimo viaggiatore nel tempo, diciottenne, è il discendente della linea maschile dei viaggiatori, studia medicina.
- Falk de Villiers: zio di secondo grado di Gideon, è anche il Gran Maestro dei Guardiani.
- Thomas George: è un membro della loggia interna dei Guardiani.
- Dottor Jake White: medico e membro della loggia interna dei Guardiani.
- Robert White: il figlio del dottor White, è morto a sette anni annegando in una piscina. Segue il padre come fantasma.
- Mrs Jenkins: la segretaria dei Guardiani.
- Madame Rossini: sarta dei Guardiani dall'accento francese.
- Mr Whitman: professore di letteratura e inglese alla Saint Lennox High School, coinvolto nella cerchia interna dei Guardiani.
- Conte di Saint Germain: quinto viaggiatore nel tempo e fondatore dei Guardiani, è l'unico a conoscere ciò che avverrà alla chiusura del cerchio di sangue.
- Miroslaw "Miro" Alexander Leopold Rakoczy: amico del conte di Saint Germain e suo "fratello di sangue", è chiamato anche "il leopardo nero".
- Lord Brompton: conoscente e sostenitore del conte di Saint Germain, che ospita in occasione del primo viaggio controllato di Gwen.
- Margret Tilney: viaggiatrice nel tempo, nonna di Lady Arisa.
- Paul de Villiers: fratello minore di Falk de Villiers, viaggiatore nel tempo.
- Lucy Montrose: figlia di Harry Montrose, e quindi nipote di Grace, è una viaggiatrice nel tempo che si è innamorata di Paul ed è fuggita con lui nel passato dopo aver rubato il cronografo.
- James August Peregrin Pimplebottom: fantasma che abita la Saint Lennox High School.
- Cynthia Dale e Gordon Gelderman: compagni di classe di Gwen, Leslie e Charlotte.

## Opere derivate
Dal libro è stato tratto un film tedesco, Ruby Red, uscito in Germania il 14 marzo 2013. Nei ruoli di Gwen e Gideon ci sono, rispettivamente, Maria Ehrich e Jannis Niewöhner.

## Edizioni in italiano
- Kerstin Gier, [1]: Red: romanzo, traduzione di Alessandra Petrelli, Milano: Corbaccio, 2011, Fa parte di: Trilogia delle gemme
- Kerstin Gier, [1]: Red: romanzo, traduzione di Alessandra Petrelli, Milano: Tea, 2013, Fa parte di: Trilogia delle gemme
- Kerstin Gier,  Red: romanzo, traduzione di Alessandra Petrelli, Milano: Corbaccio, 2015